# Đỗ Văn Rụ
Đỗ Văn Rụ (sinh năm 1948, mất năm 2021) là một tướng lĩnh Công an nhân dân Việt Nam, hàm Thiếu tướng. Ông từng giữ chức vụ Cục trưởng Cục Cảnh sát quản lý hành chính về trật tự xã hội; Giám đốc Công an tỉnh Thái Bình.

## Tiểu sử
Đỗ Văn Rụ sinh năm 1948, quê quán tại xã Quỳnh Sơn (nay là xã Châu Sơn), huyện Quỳnh Phụ, tỉnh Thái Bình.
Đỗ Văn Rụ là đảng viên Đảng Cộng sản Việt Nam. Ông vào đảng ngày 19/4/1969.
Ông từng là Giám đốc Công an tỉnh Thái Bình.
Vào ngày 9 tháng 1 năm 2005, ông được Thủ tướng Chính phủ Phan Văn Khải quyết định phong hàm Thiếu tướng Công an nhân dân Việt Nam.
Trước khi nghỉ hưu, ông là Thiếu tướng, Cục trưởng Cục Cảnh sát quản lý hành chính về trật tự xã hội.

## Phong tặng
- Huân chương kháng chiến chống Mỹ hạng Nhất
- Huân chương Chiến công hạng Nhất
- Huy chương Vì an ninh Tổ quốc
- Huy chương vì thế hệ trẻ
- Huy chương vì sự nghiệp giải phóng phụ nữ
- Huy chương vì giai cấp nông dân Việt Nam
- Huy hiệu 50 năm tuổi Đảng.